# Präsidentschaftswahl in Gambia 2016
Die Präsidentschaftswahl in Gambia 2016 fand am 1. Dezember statt.

## Ergebnis
| Kandidaten                               | Parteien                                                    | Stimmen | %    |
| ---------------------------------------- | ----------------------------------------------------------- | ------- | ---- |
| Adama Barrow                             | Coalition 2016 (UDP – PDOIS – NRP – GMC – NCP – PPP – GPDP) | 227.708 | 43,3 |
| Yahya Jammeh                             | Alliance for Patriotic Reorientation and Construction       | 208.487 | 39,6 |
| Mamma Kandeh                             | Gambia Democratic Congress                                  | 89.768  | 17,1 |
| Gesamt                                   | Gesamt                                                      | 525.963 | 100  |
|                                          |                                                             |         |      |
| Wahlberechtigte                          | Wahlberechtigte                                             | 886.578 |      |
|                                          |                                                             |         |      |
| Quelle: Independent Electoral Commission |                                                             |         |      |